# Vanessa Jopp

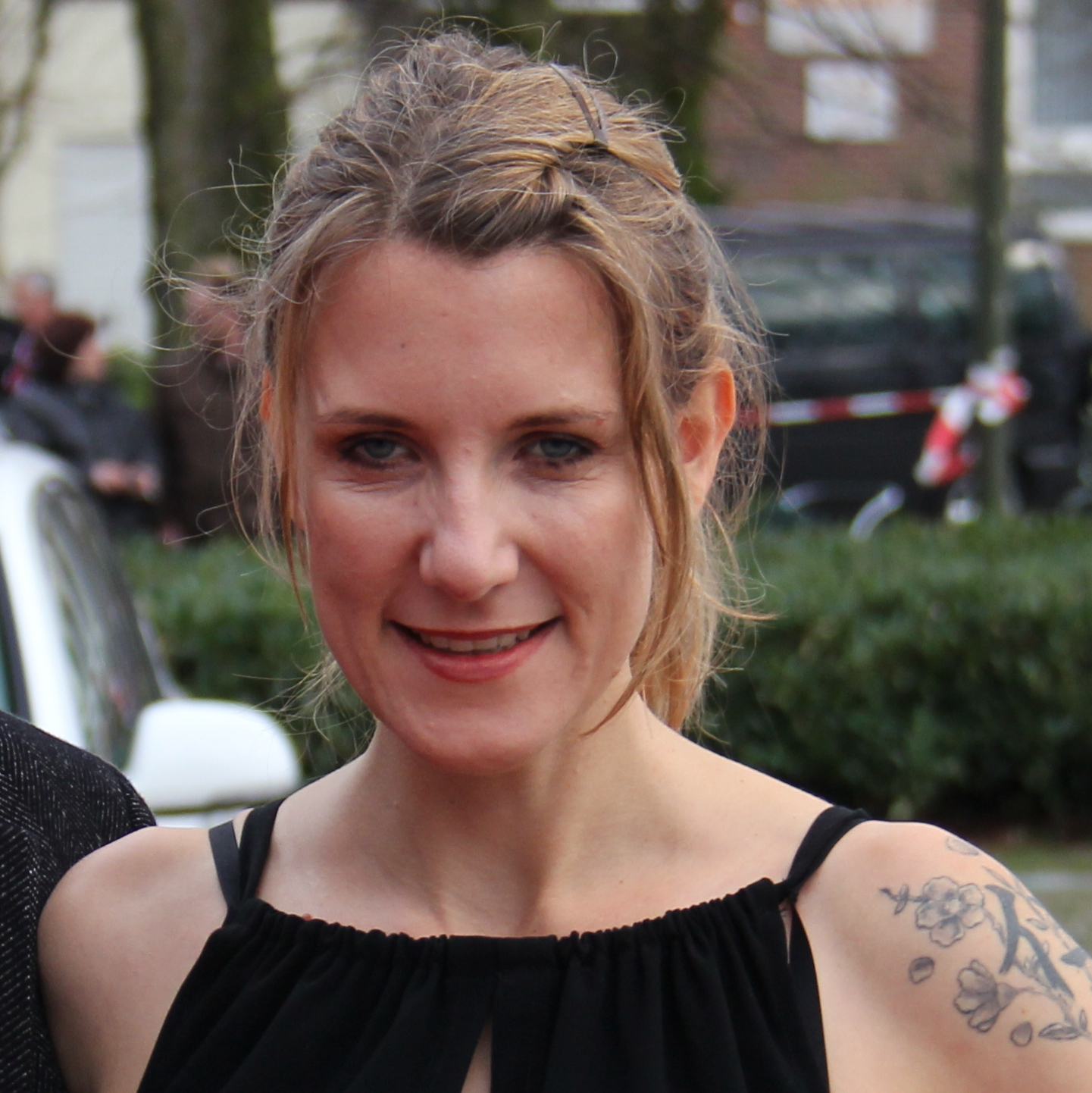
Vanessa Jopp, 2011

Vanessa Jopp (* 28. Februar 1971 in Leonberg) ist eine deutsche Regisseurin.

## Leben
Vanessa Jopp studierte von 1993 bis 1999 an der Hochschule für Fernsehen und Film München. Dort entstanden u. a. die Arbeiten One Night Suicide und This is a true story about a Puker von the roof.
Bekannt wurde Jopp vor allem durch die Filme Vergiss Amerika (2000) mit Franziska Petri, Marek Harloff und Roman Knižka und Engel & Joe (2001) mit Robert Stadlober und Jana Pallaske. In Co-Regie mit Florian Gallenberger und anderen jungen Regisseuren entstand 2000 der Episodenfilm Honolulu. Jopp inszenierte auch den Tatort-Krimi Der schwarze Troll. Auf der Berlinale 2006 lief ihr Drama Komm näher mit Meret Becker, Stefanie Stappenbeck und Marek Harloff. Der Film erhielt zwei Nominierungen für den Deutschen Filmpreis. Für die Serie Klimawechsel erhielt Jopp 2011 den Grimme Preis. Es folgten die Kinofilme Meine schöne Bescherung (2007) Lügen und andere Wahrheiten (2014) und Gut gegen Nordwind (2019). Für Netflix drehte Jopp Faraway, der in 41 Ländern Platz 1 belegte. 2025 erscheint die Serie Parallel Me auf Paramount+.

## Filmografie
- 1996: One Night Suicide
- 1998: This is a true story about a puker on the roof
- 2000: Vergiss Amerika
- 2000: Honolulu
- 2001: Engel & Joe
- 2003: Tatort: Der schwarze Troll
- 2006: Komm näher
- 2007: Meine schöne Bescherung
- 2009: Ladylike – Jetzt erst recht!
- 2010: Klimawechsel
- 2013: Der fast perfekte Mann
- 2014: Lügen und andere Wahrheiten
- 2017: Tatort: Amour Fou
- 2019: Gut gegen Nordwind
- 2022: Kolleginnen – Das böse Kind
- 2023: Faraway

## Auszeichnungen
- Für Vergiss Amerika (2000):
  - Studio Hamburg Nachwuchspreis: 2. Platz;
  - Festival du Film de Paris: CNC European Award
  - Filmfest München: Regieförderpreis der HypoVereinsbank
  - First Steps Award, Kategorie abendfüllender Spielfilm
  - Nominierung für den Europäischen Filmpreis in der Kategorie Bester Nachwuchsfilm

- Für Engel & Joe (2001):
  - Montréal World Film Festival: Nominiert für den Grand Prix des Amériques
  - Bogota Film Festival: Bronze Precolumbian Circle

- Für Klimawechsel: Grimme-Preis 2011